# Valtrovice

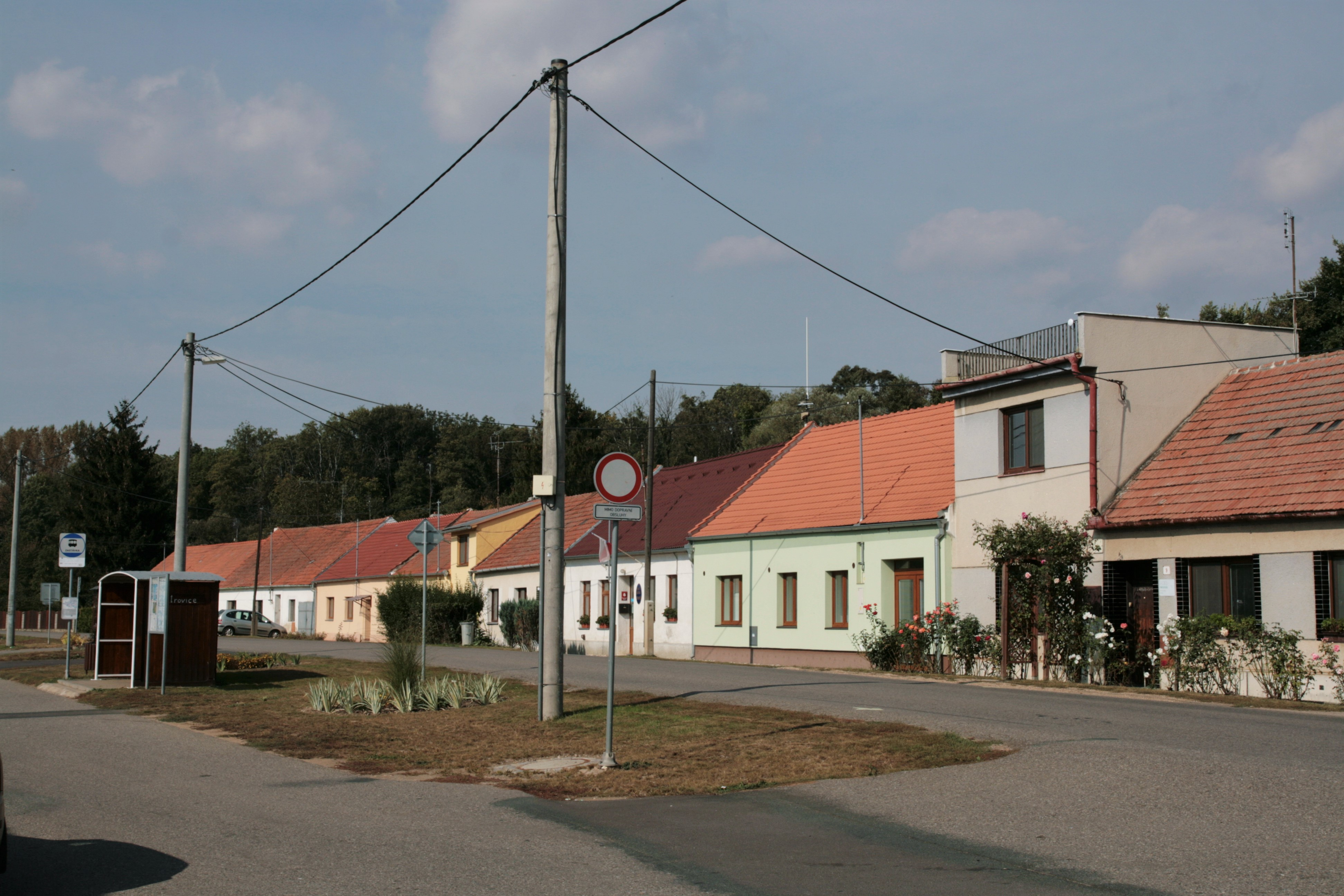
Hauptstraße

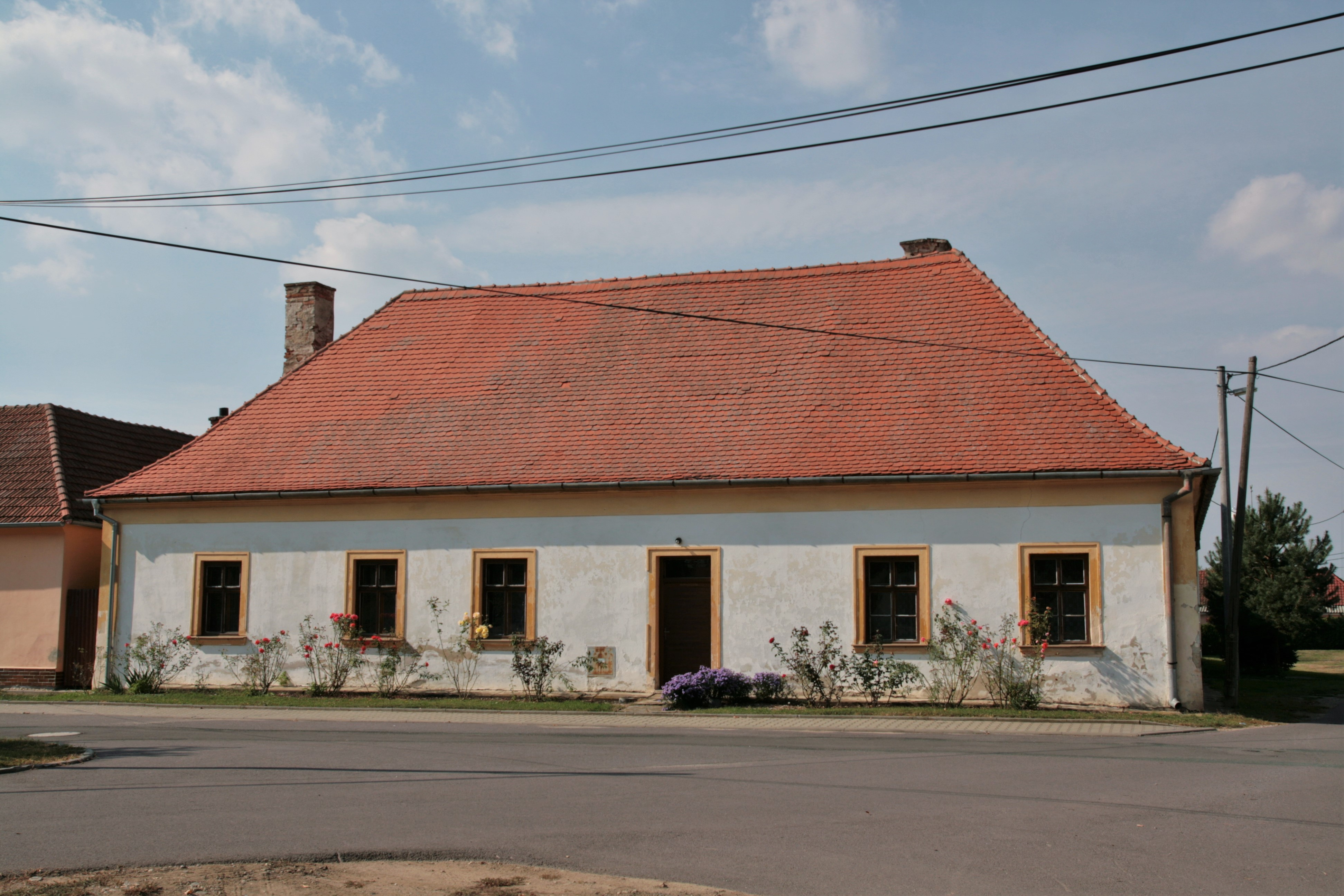
Pfarrhaus

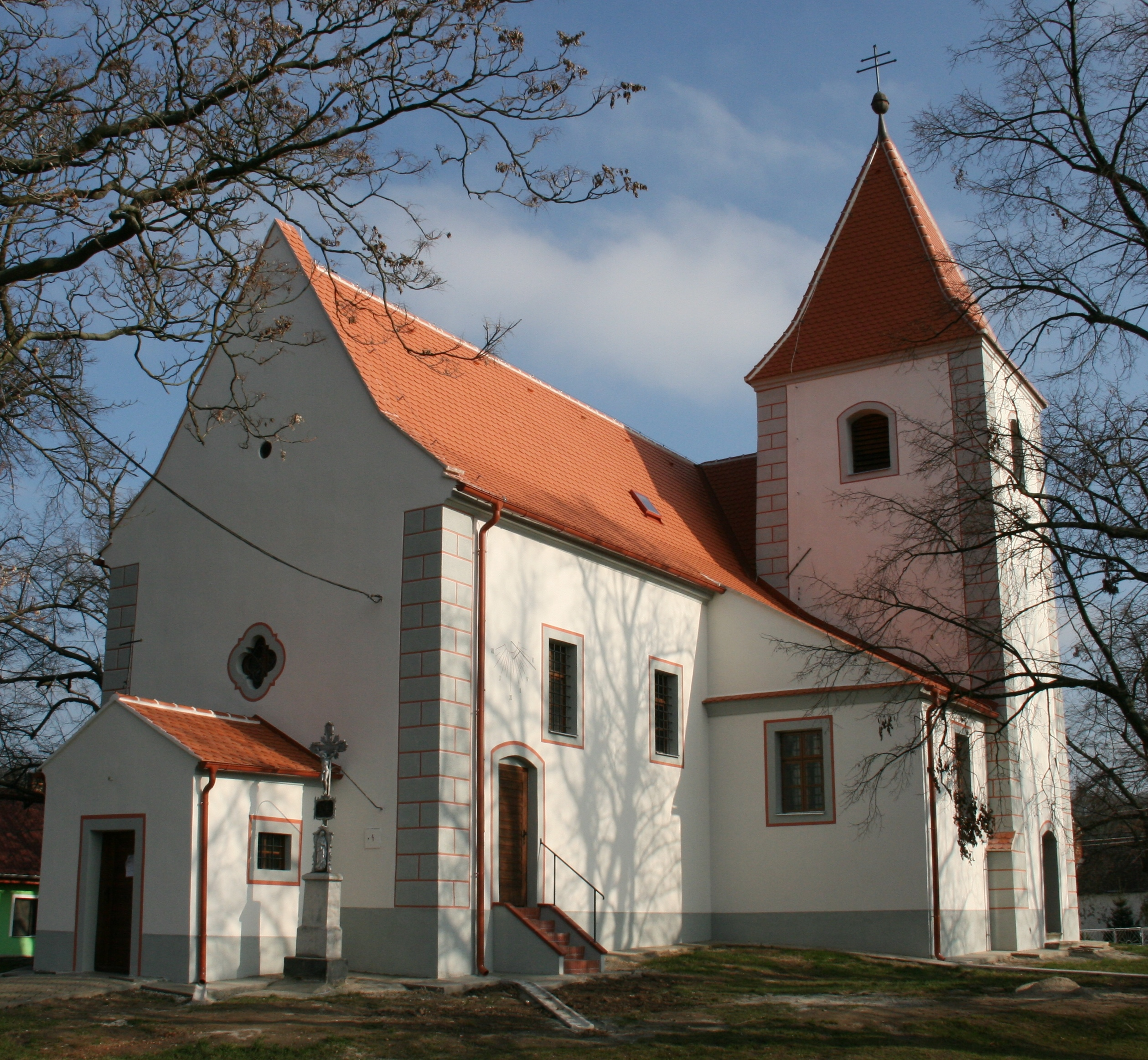
Kirche Johannes des Täufers

Valtrovice (deutsch Waltrowitz) ist eine Gemeinde in Südmähren (Tschechien). Der Ort liegt ungefähr 5 km nördlich der österreichischen Grenze.

## Geographie
Nachbarorte sind Sídliště Formoza im Norden, Křídlůvky (Klein Grillowitz) im Südosten, Oleksovičky im Süden, Slup (Zulb) im Südwesten, Micmanice (Mitzmanns) im Westen und Krhovice (Gurwitz) im Nordwesten. Das Dorf liegt linksseitig der Thaya am Kanal Krhovice-Hevlín und ist als ein Platzdorf angelegt.

## Geschichte

Historische Ansicht von Waltrowitz

Die in Waltrowitz gesprochene „ui“- Mundart (bairisch-österreichisch) mit ihren speziellen Bairischen Kennwörtern weist auf eine Besiedlung durch bayrische deutsche Stämme hin, wie sie nach 1050, aber vor allem im 12/13. Jahrhundert erfolgte. Waltrowitz wurde im Jahre 1243 als Sitz einer Urpfarrei von König Wenzel I. urkundlich erwähnt. Davor lebten aber schon Menschen dort, da um das Jahr 1000 von Jagdhütten und einem Jagdaufseher die Rede ist. Im Laufe der Jahre änderte sich die Schreibweise des Ortes mehrmals. So schrieb man 1243 „Waltherwich“, 1331 „Walterowicz“, 1540 „Walterwitz“ und schließlich ab 1748 „Waltrowitz“.
Im Jahre 1307 erwarb das Nonnenstift Rosa Coeli den Ort. Eine Zeit über gehörten auch die Orte Moskowitz (Moskovice) und Petrowitz (Petrovice) zum Gut Waltrowitz, sie erloschen um 1422 während der Hussitenkriege. Die Ödung Moskowitz wurde 1527 zu Waltrowitz zugeschlagen.
Ab dem Jahre 1541 kam Waltrowitz mit der Genehmigung von König Ferdinand I. an Johann Kuna von Kunstadt. Von da an gehörte Waltrowitz zur Herrschaft Joslowitz. Während der Reformation ließen sich radikal-reformatorische Täufer im Ort nieder und ab dem Jahre 1570 galt der Ort als lutherisch. Sechs Jahre später bat der Abt den Gutsherrn von Joslowitz, den protestantischen Pfarrer von Waltrowitz zu entfernen, da er fürchtete, dass die umliegenden Orte ebenso vom katholischen Glauben abfallen könnten. Erst im Dreißigjährigen Krieg, nach dem Sieg der Kaiserlichen beim Weißen Berg und dem Einsetzen der Gegenreformation, wurden die Täufer im Jahre 1620 durch Kardinal Franz Seraph von Dietrichstein aus dem Ort verwiesen. Diese zogen Großteils nach Siebenbürgen weiter. Daraufhin wurde Waltrowitz wieder katholisch. Die Matriken wurden seit 1660 im Ort geführt.
Um das Jahr 1748 wurde im Dorf ein neues Schulgebäude gebaut. Von 1788 bis 1832 waren in Waltrowitz auch die Kinder von Klein-Grillowitz eingeschult. Im Jahre 1770 wurden durch ein Edikt Kaiser Josef II. Hausnummern im Ort eingeführt.
Der Ort blieb auch im 19. Jahrhundert von Schicksalsschlägen nicht verschont. So kam es im Jahre 1838 zu einer großen Überschwemmung der Thaya, was sich im Jahre 1841 wiederholte, und zu einem großen Hagelschlag, der wiederum hohe Kosten verursachte. In den Jahren 1843, 1852 und 1866 wüteten Brände in der Ortschaft. Auch die Cholera brach im Ort aus und kostete 1831 (bei 100 Erkrankten) drei und 1855 vier Einwohnern das Leben. Das Schulgebäude wurde 1876 umgebaut und aufgrund der steigenden Schüleranzahl im Jahre 1896 neu gebaut. Im Jahre 1894 wurde in Waltrowitz eine Freiwillige Feuerwehr gegründet. Die Waltrowitzer lebten hauptsächlich von der Vieh- und Landwirtschaft. Das günstige Klima erlaubte den Anbau von verschiedenen Getreidesorten, Gurken, Paprika, Bohnen, Linsen, Erbsen, Kirschen, Marillen, Äpfeln und Birnen. Der in Südmähren seit Jahrhunderten gepflegte Weinbau spielte in Waltrowitz nur eine untergeordnete Rolle und die produzierten Mengen gingen nie über den Eigenbedarf hinaus. Ebenso gab es das übliche Kleingewerbe im Ort.
Nach dem Ersten Weltkrieg kam der zuvor zu Österreich-Ungarn gehörende Ort, der 1910 zu 99 % von Deutschmährern bewohnt wurde, durch den Vertrag von Saint-Germain zur Tschechoslowakei. Durch das Münchner Abkommen wurde Waltrowitz mit 1. Oktober 1938 ein Teil des deutschen Reichsgaus Niederdonau. Die Elektrifizierung des Ortes erfolgte im Jahre 1929.
Im Zweiten Weltkrieg hatte der Ort 44 Opfer zu beklagen. Nach dessen Ende wurde Valtrovice 1945 wieder der Tschechoslowakei zugeordnet. Zu dieser Zeit hatten Tschechen den Ort übernommen, wobei es zu schweren Pogromen an der deutschen Bevölkerung und zu 13 Ziviltoten kam. Viele Deutschsüdmährer waren vor diesen Exzessen über die Grenze nach Österreich geflohen. Zwischen dem 22. Juni und dem 18. September 1946 wurden die letzten 52 deutschen Bewohner nach Westdeutschland vertrieben. Der Ort wurde neu besiedelt.
Von den vertriebenen Waltrowitzern konnten 82 in Österreich verbleiben. Die restlichen 586 Waltrowitzer wurden, in Übereinstimmung mit den ursprünglichen Überführungs-Zielen des Potsdamer Kommuniqués, nach Deutschland überstellt. Zwei Einwohner wanderten später in die USA aus. In den 1960er Jahren wurde mit der Gründung der Siedlung Formoza begonnen; das Projekt blieb unvollendet, es entstanden nur wenige Häuser.

## Gemeindegliederung
Zu Valtrovice gehört die Siedlung Formóza, auch Karten zumeist nur Sídliště genannt.

## Wappen und Siegel
Eine alte Abbildung des Siegels zeigt innerhalb einer Umschrift einen von einfachen Arabesken umgebenen Halbrundschild und darin drei Geräte. Ein Winzermesser, einen unten mit Spitze versehenen Stab mit einem Querholz am Oberende und Hakenpflug bzw. ein Pflugmesser. Später wurde ein bildloser Gemeindestempel verwendet.

## Bevölkerungsentwicklung
| Volkszählung | Einwohner gesamt | Volkszugehörigkeit der Einwohner | Volkszugehörigkeit der Einwohner | Volkszugehörigkeit der Einwohner |
| Jahr         | Einwohner gesamt | Deutsche                         | Tschechen                        | Andere                           |
| ------------ | ---------------- | -------------------------------- | -------------------------------- | -------------------------------- |
| 1880         | 514              | 511                              | 3                                | 0                                |
| 1890         | 569              | 561                              | 7                                | 1                                |
| 1900         | 560              | 557                              | 3                                | 0                                |
| 1910         | 511              | 507                              | 4                                | 0                                |
| 1921         | 557              | 536                              | 12                               | 9                                |
| 1930         | 607              | 598                              | 6                                | 3                                |

## Sehenswürdigkeiten
- Pfarrkirche des hl. Johannes d. Täufers (1317) im Jahre 1847 vollständig restauriert / Altarbild von Josef Winterhalter[18]
- 3 Marterln auf dem Weg zur Thaya
- Kapelle Löwingbrünndel

## Söhne und Töchter des Ortes
- Richard Gubin (1869–1940), Unternehmer, Erfinder und Gründer des 1. Wiener Prägefolienwerks.
- Karl Bacher (1884–1954), Mundartdichter

## Brauchtum
Reiches Brauchtum sowie zahlreiche Märchen und Sagen bereicherten das Leben der 1945/46 vertriebenen, deutschen Ortsbewohner:
- Um 1900 hat ein Mann bei einer Quelle an der Flurgrenze zu Rausenbruck und Gurwitz eine Marienerscheinung. Vor dem Dreißigjährigen Krieg lag hier die Ortschaft Löwen. Immer mehr pilgerten die Leute zu dieser Quelle und hefteten Heiligenbilder an die umliegenden Bäume. Als ein schwer augenkrankes Mädchen nach einer Waschung mit dem Quellwasser gesund wurde, erweitert der Vater die Quelle, mauert einen Brunnenschacht und errichtet darüber eine kleine Kapelle. Bald führten bereits mehrere Prozessionen im Jahr zu dieser Kapelle.[11]
- Der Kirtag fand immer am 24. Juni zum Fest vom hl. Johannes d. Täufer statt.